# Thomson TO7

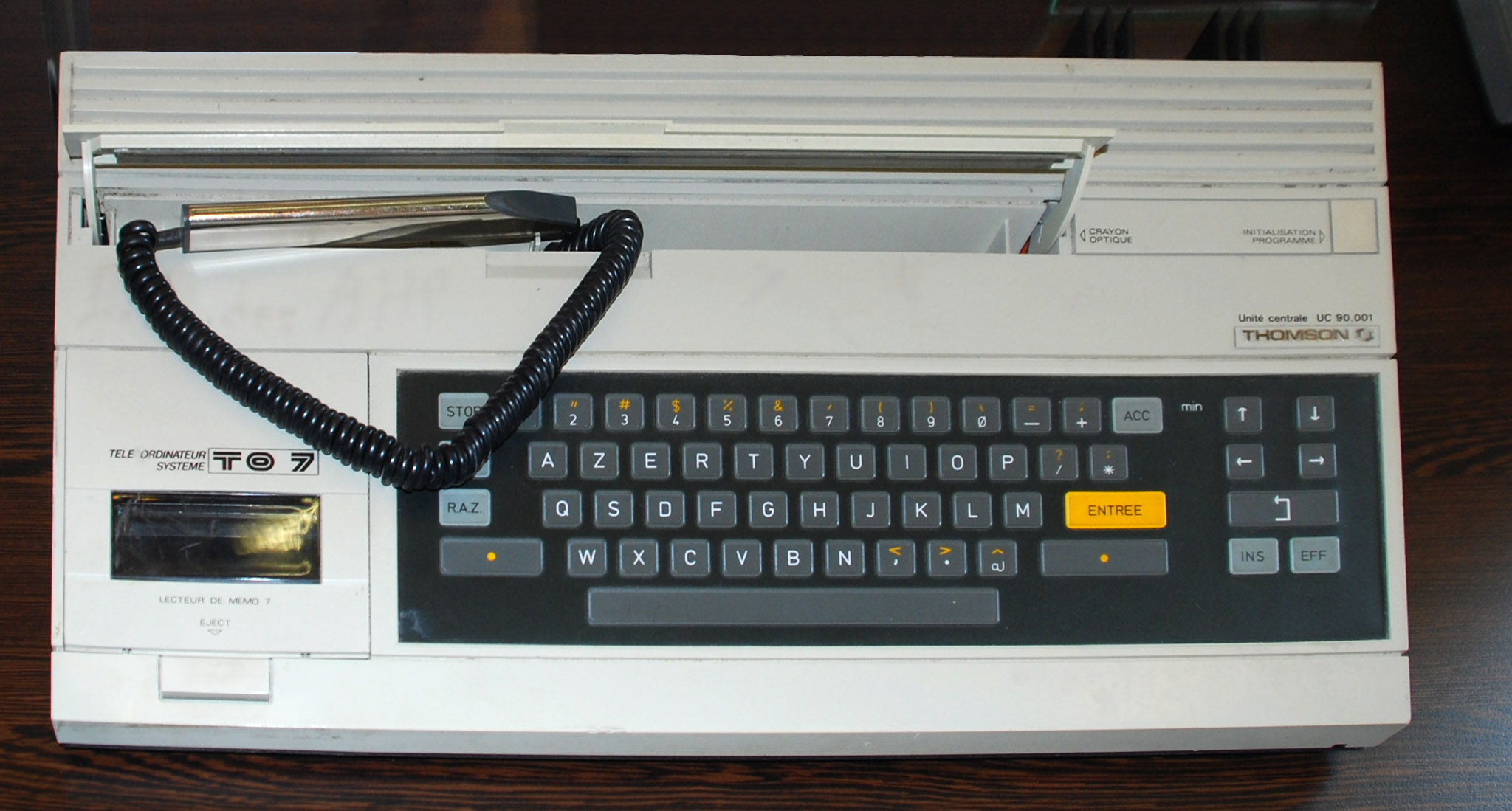
Modelo de teclas de goma

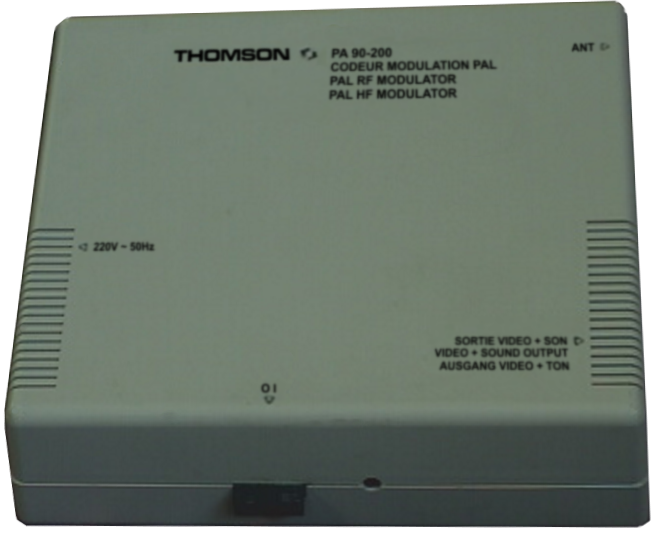
Modulador externo de RF Thomson PA90-200

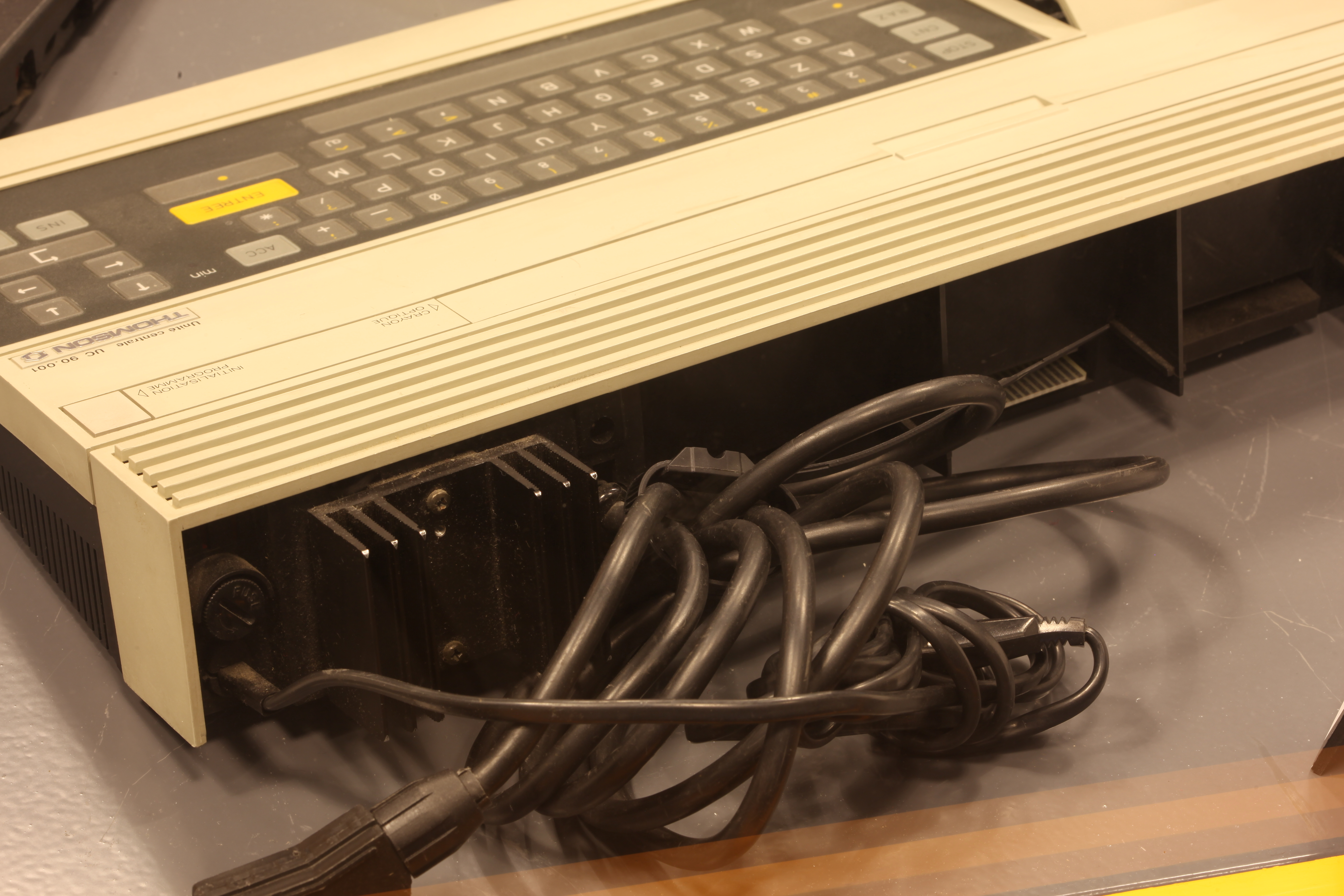
Radiador de la fuente de alimentación de un To7 expuesto en la Cité des sciences et de l'industrie

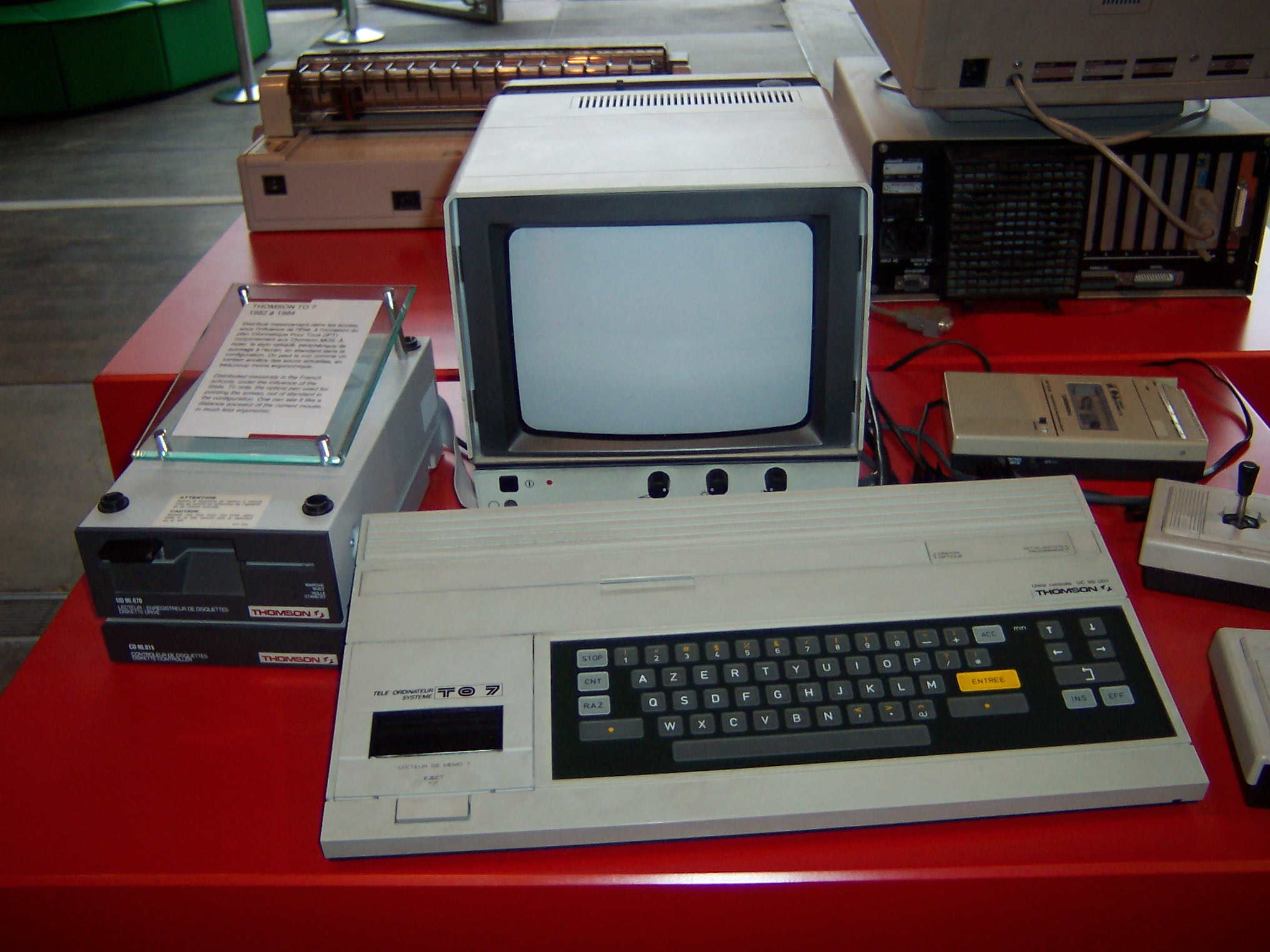
TO7 con disqueteras externas

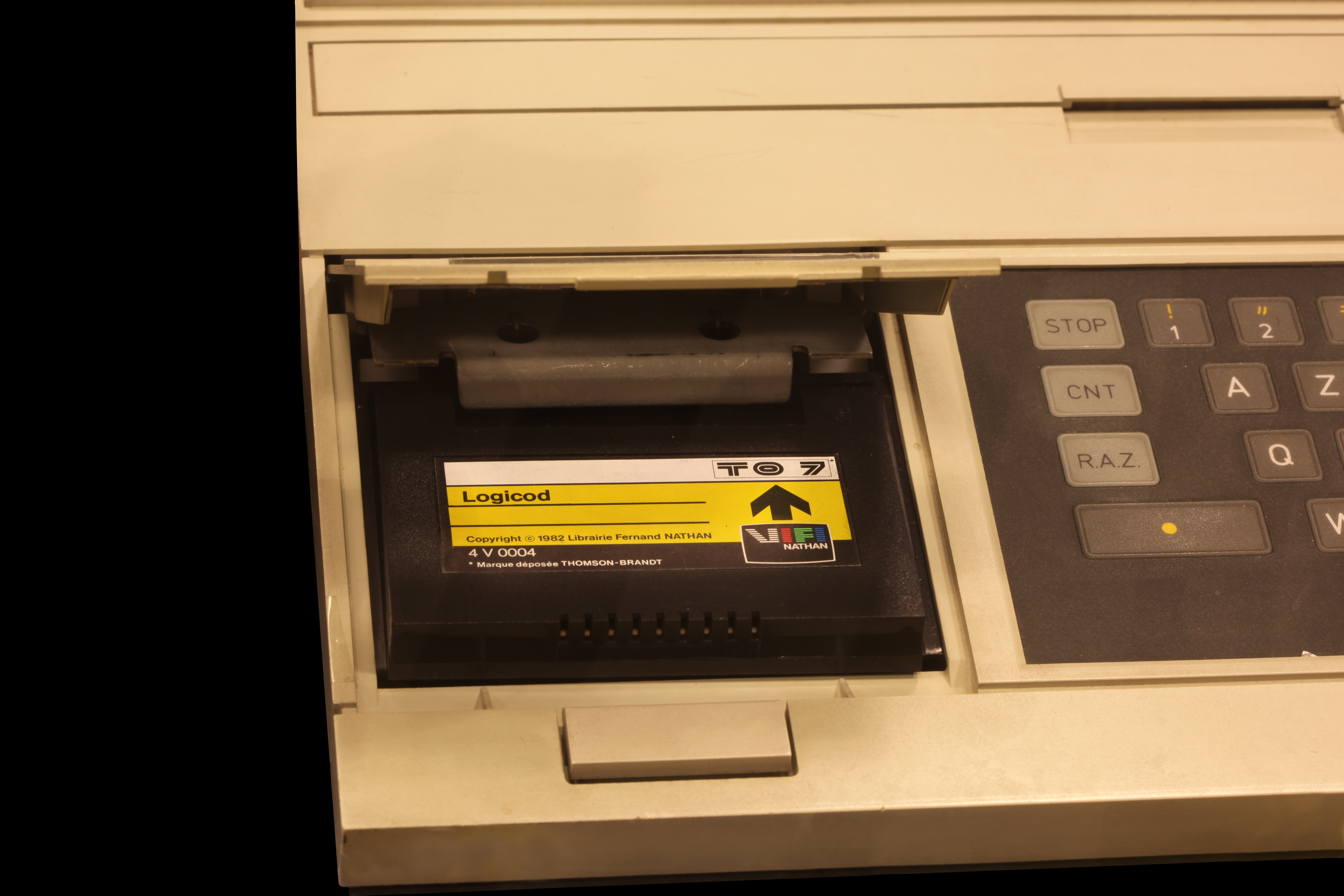
Detalle del alojamiento para cartuchos ROM

El Thomson TO7, también llamado Thomson 9000 es un ordenador doméstico fabricado por la empresa francesa Thomson (concretamente Thomson-Brandt), entre noviembre de 1982 y junio de 1984. Fue sustituido por el Thomson TO7/70. Las siglas TO hacen referencia a Télé-Ordinateur; de hecho, esta máquina para el mercado familiar estaba conectada al televisor en la sala de estar, lo que ahorró la compra de un monitor muy caro.
En fase de prototipo de denominaba Thomson 9000 (abreviado T9000)
Los muchos periféricos para Thomson TO7 eran en su mayoría compatibles con toda la gama MO/TO. 
En 1983 se habían fabricado más de 40000 unidades de este modelo de ordenador.

## Descripción
Está diseñado en torno a un microprocesador Motorola 6809 (que no 6809E, que equiparán modelos posteriores de TO) a 1 MHz. Dispone de una ranura para insertar cartuchos ROM llamados MEMO7. Viene con un lenguaje BASIC desarrollado por Microsoft basado en Microsoft Basic 5.0, en un cartucho incluido en la mayoría de configuraciones, mientras que la ROM del equipo trae un programa monitor del sistema.
Una característica especial del TO7 es un lápiz óptico de serie, que se guarda debajo de un pequeño cajetín sobre el teclado. Está soportado por el sistema operativo y numerosas aplicaciones, por lo que el menú de encendido de la computadora podría ser operado con el lápiz óptico. Este soporte nativo del dispositivo fue el sello distintivo de los subsiguientes sistemas informáticos de Thomson.
El teclado AZERTY de 58 teclas es de goma con mecanismo de membrana con el que, sin embargo, no se puede lograr una alta velocidad de tecleo; también cada parada se acompaña de una señal acústica corta (pitido). A la izquierda del teclado está, protegido por una solapa, una ranura para cartucho ROM. En la parte de atrás está el fusible, el cable empotrado de la fuente de alimentación interna y un radiador metálico para refrigerarla. Hay tres conectores de borde de tarjeta para el bus del sistema y un conector para ampliaciones de memoria, que se protegen con unos protectores de goma sobre las pistas.
En algunos modelos, el radiador voluminoso conectado a la parte posterior estaba caliente después de algunas horas de uso.
El TO7 tiene una trampilla para insertar cartuchos ROM llamada Memo7. A diferencia de equipos similares, no viene con un intérprete BASIC en la ROM sino que es un cartucho ROM Memo7 el que proporciona el BASIC 1.0 (Microsoft Basic 5.0) Después de cargar el BASIC 1.0, la memoria disponible para los programas es de aproximadamente 6 KB: para ejecutar algunos, es necesario adquirir la extensión EM90-016 de 16 KB (que lleva la memoria a 24 KB); otra extensión, comercializada por Péritek , permite ampliar hasta 32 KB (en comparación con los 48 KB ampliables a 112 KB del TO7-70).
En su lanzamiento, el software se almacenaba principalmente en casetes de audio; la compra de un reproductor de casetes era casi obligatoria. Thomson ofreció su propio lector propietario que tenía la ventaja de transferir datos digitales directamente al soporte, a diferencia de la competencia. Se ofrecieron otros medios, como el QDD (Quick Disk Drive), un tipo de disquetera para soportes magnéticos de 2,8 pulgadas (la carcasa podía variar de tamaño) con las pistas en espiral desarrollada por Mitsumi, disponible de varios fabricantes. Disponía de disqueteras de 5,25 pulgadas opcionales.
El periférico de salida es un televisor al que se conecta mediante un euroconector (SCART o Peritel) con una resolución de pantalla de 320x200 (con 2 colores por cada 8x1 píxeles).
Fue sustituido por el Thomson TO7/70, versión mejorada lanzada en 1984.
Entre las mejoras se encontraba un aumento RAM de 48 KB (64 KB incluyendo Video RAM) en lugar de 8 KB (22 KB incluyendo RAM de video). 70 significa 64 + 6 (64KB RAM + 6KB ROM). El microprocesador 6809 fue reemplazado por un 6809E y la paleta de colores se extendió de 8 a 16 colores.

## Historia
El TO7 era una máquina innovadora en 1982, diseñada para ser compatible con Minitel, con un lápiz óptico de serie, y una alta resolución gráfica para el momento. Thomson presenta varias patentes relativas a la gestión de gráficos, la ranura de cartuchos Memo7 y la disquetera externa.
Este ordenador 100 % francés, presentada en el Sicob en 1982, gana popularidad gracias a su software educativo y a través del plan dix mille micro-ordinateurs destinado a equipar a las escuelas con informática. Fue reemplazado en junio de 1984 por el Thomson TO7/70. El plan Plan informatique pour tous (IPT), que comienza a finales de 1984, y por lo tanto después del fin de producción de TO7, utiliza Thomson MO5 y TO7/70.
| Año  | Precio       | Eq. en 2016 |
| ---- | ------------ | ----------- |
| 1982 | 7000 francos | 2300 €      |
| 1983 | 3250 francos | 975 €       |
| 1984 | 2900 francos | 810 €       |

El cartucho BASIC (casi obligatorio) valía 500 francos, el equivalente a 164 € en 2016.
A fines de 1983, un paquete ofrecido para la venta incluía: el TO7 y su lápiz óptico, la extensión Musique et jeux (una caja conectable que gestiona el sonido y 2 palancas de mando con conector DIN), el cartucho BASIC de Microsoft, el juego en cartucho Trap (un juego de laberinto 2D que se asemeja a un Pac-Man simplificado), el cartucho Pictor (software gráfico para dibujar en la pantalla con el lápiz óptico), el manual del usuario y un libro de introducción al BASIC. El TO7 fue comercializado directamente por el Grupo Thomson y por Sonotec, que era el principal revendedor de Apple en Francia. Un contrato entre Sonotec y el Ministerio de Educación para el suministro de miles de unidades y la formación se firmó en marzo de 1983.
Es destacable el lápiz óptico incluido en la configuración. Podemos verlo como un ancestro lejano de los ratones actuales, aunque menos ergonómico, al necesitar que el brazo esté levantado constantemente. Aun así, en ese momento, como muestran la aplicación de venta de reservas de la SNCF, la noción de ergonomía no existe en informática, no siendo enseñada en las escuelas. La excepción son las escuelas de aviación, ya que las cajas negras demuestran después de cada accidente aéreo que una buena parte de estos se produce por una mala ergonomía.

## Datos Técnicos
- Microprocesador Motorola 6809 a 1 MHz
- ROM  : 6 KiB (system monitor) + 16 KiB de los cartuchos Memo7
- RAM 8 KB, ampliables a 32 KB (24 KB con la ampliación EM90-016 y 8 KB adicionales de la extensión Peritek 8K)
- VRAM 16 KB

- Pantalla : cualquier monitor/televisor con interfaz Euroconector completa
- Resolución de pantalla : 320×200 píxels y 40×25 caracteres
- Teclado AZERTY/QWERTY de 58 teclas de membrana. 4 teclas de dirección, STOP, CNT, RAZ, ACC, ENTREE, INS, EFF, 2 ⇧ Mayús
- Carcasa mediana en plástico color crema. A la izquierda del teclado esta la trampilla de cartuchos ROM y sobre ambos la del lápiz óptico incorporado. Toma de casete con conector DIN 6 en el lateral izquierdo. Bus de expansión (4) en la trasera
- Periféricos de entrada : teclado de membrana y lápiz óptico